# Fourneville

Fourneville este o comună în departamentul Calvados, Franța. În 1 ianuarie 2022 avea o populație de 478 de locuitori.